# Elisabetta di Brandeburgo (1425-1465)
Elisabetta di Brandeburgo (1425 – 13 gennaio 1465) è stata una principessa di Brandeburgo.

## Biografia
Elisabetta era figlia di Giovanni l'Alchimista, e di sua moglie, Barbara di Sassonia-Wittenberg. I suoi nonni paterni erano Federico I e di Elisabetta di Baviera-Landshut e quelli materni erano Rodolfo III di Sassonia-Wittenberg e Barbara di Legnica. 
Il padre di Elisabetta rinunciò ai suoi diritti sulla successione nel Brandeburgo e ricevette invece i possedimenti franconi della Casa di Hohenzollern. 

## Matrimoni

### Primo Matrimonio
Sposò, il 27 agosto 1440, Gioacchino I di Pomerania-Stettino (1427-1451). Il matrimonio doveva suggellare un trattato tra il Brandeburgo e la Pomerania. Ebbero un figlio:
- Ottone III di Pomerania-Stettino (29 maggio 1444-7 settembre 1464)

Gioacchino morì a causa della pestilenza a Stettino, dopo undici anni di matrimonio.

### Secondo Matrimonio
Sposò, il 5 marzo 1454, il duca Wartislao X di Pomerania-Rügen (1435-1478). Ebbero due figli:
- Swantibor V (1454-1464)
- Ertmar (1455-1464)

Nel 1464, suo padre e tutti e tre i suoi figli morirono. Dopo la morte di Ottone III, scoppiò una guerra tra la Pomerania e il Brandeburgo sull'eredità del ramo Stettin della famiglia. 
Il suo secondo matrimonio fu molto infelice. Ricevette da suo zio Lippehne e Barlinek

## Ascendenza
|                                    |                                    |                                  | Genitori               |  |  | Nonni |  |  | Bisnonni                 |  |  | Trisnonni                 |  |
|                                    |                                    |                                  |                        |  |  |       |  |  | Federico V di Norimberga |  |  | Giovanni II di Norimberga |  |
|                                    |                                    |                                  |                        |  |  |       |  |  | Federico V di Norimberga |  |  | Giovanni II di Norimberga |  |
|                                    |                                    | Elisabetta di Henneberg          |                        |  |  |       |  |  | Federico V di Norimberga |  |  |                           |  |
| Federico I di Brandeburgo          |                                    |                                  |                        |  |  |       |  |  | Federico V di Norimberga |  |  |                           |  |
|                                    |                                    | Elisabetta di Meißen             | Federico II di Meißen  |  |  |       |  |  |                          |  |  |                           |  |
|                                    |                                    | Elisabetta di Meißen             | Federico II di Meißen  |  |  |       |  |  |                          |  |  |                           |  |
|                                    |                                    | Elisabetta di Meißen             | Matilde di Baviera     |  |  |       |  |  |                          |  |  |                           |  |
| Giovanni l'Alchimista              |                                    | Elisabetta di Meißen             |                        |  |  |       |  |  |                          |  |  |                           |  |
|                                    |                                    | Federico di Baviera-Landshut     | Stefano II di Baviera  |  |  |       |  |  |                          |  |  |                           |  |
|                                    |                                    | Federico di Baviera-Landshut     | Stefano II di Baviera  |  |  |       |  |  |                          |  |  |                           |  |
|                                    |                                    | Federico di Baviera-Landshut     | Isabella d'Aragona     |  |  |       |  |  |                          |  |  |                           |  |
| Elisabetta di Baviera-Landshut     |                                    | Federico di Baviera-Landshut     |                        |  |  |       |  |  |                          |  |  |                           |  |
|                                    |                                    | Maddalena Visconti               | Bernabò Visconti       |  |  |       |  |  |                          |  |  |                           |  |
|                                    |                                    | Maddalena Visconti               | Bernabò Visconti       |  |  |       |  |  |                          |  |  |                           |  |
|                                    |                                    | Maddalena Visconti               | Beatrice della Scala   |  |  |       |  |  |                          |  |  |                           |  |
| Elisabetta di Brandeburgo          |                                    | Maddalena Visconti               |                        |  |  |       |  |  |                          |  |  |                           |  |
|                                    | Venceslao I di Sassonia-Wittenberg | Rodolfo I di Sassonia-Wittenberg |                        |  |  |       |  |  |                          |  |  |                           |  |
|                                    | Venceslao I di Sassonia-Wittenberg | Rodolfo I di Sassonia-Wittenberg |                        |  |  |       |  |  |                          |  |  |                           |  |
|                                    | Venceslao I di Sassonia-Wittenberg | Agnese di Lindow-Ruppin          |                        |  |  |       |  |  |                          |  |  |                           |  |
| Rodolfo III di Sassonia-Wittenberg | Venceslao I di Sassonia-Wittenberg |                                  |                        |  |  |       |  |  |                          |  |  |                           |  |
|                                    |                                    | Cecilia da Carrara               | Francesco I da Carrara |  |  |       |  |  |                          |  |  |                           |  |
|                                    |                                    | Cecilia da Carrara               | Francesco I da Carrara |  |  |       |  |  |                          |  |  |                           |  |
|                                    |                                    | Cecilia da Carrara               | Fina Buzzaccarini      |  |  |       |  |  |                          |  |  |                           |  |
| Barbara di Sassonia-Wittenberg     |                                    | Cecilia da Carrara               |                        |  |  |       |  |  |                          |  |  |                           |  |
|                                    |                                    | Rupert I di Legnica              | Venceslao I di Legnica |  |  |       |  |  |                          |  |  |                           |  |
|                                    |                                    | Rupert I di Legnica              | Venceslao I di Legnica |  |  |       |  |  |                          |  |  |                           |  |
|                                    |                                    | Rupert I di Legnica              | Anna di Teschen        |  |  |       |  |  |                          |  |  |                           |  |
| Barbara di Legnica                 |                                    | Rupert I di Legnica              |                        |  |  |       |  |  |                          |  |  |                           |  |
|                                    |                                    | Edvige di Żagań                  | Enrico V di Sagan      |  |  |       |  |  |                          |  |  |                           |  |
|                                    |                                    | Edvige di Żagań                  | Enrico V di Sagan      |  |  |       |  |  |                          |  |  |                           |  |
|                                    |                                    | Edvige di Żagań                  | Anna di Płock          |  |  |       |  |  |                          |  |  |                           |  |
|                                    |                                    | Edvige di Żagań                  |                        |  |  |       |  |  |                          |  |  |                           |  |